# Partula suturalis
Espèce
Statut de conservation UICN

 EW  : Éteint à l'état sauvage
Partula suturalis, ou Partula suturale, est une espèce d'escargots terrestres appartenant à la famille des Partulidae. Endémique à la Polynésie française, cette espèce a disparu à l'état sauvage.

## Sous-espèces
- Partula suturalis suturalis Pfeiffer, 1855 - éteint
- Partula suturalis dendroica Crampton, 1924
- Partula suturalis strigosa Pfeiffer, 1856 - éteint à l'état sauvage
- Partula suturalis vexillum Pease, 1866 - éteint à l'état sauvage